# Скретничар
„Скретничар” је југословенски ТВ филм из 1984. године. Режирао га је Мухамед Мехмедовић а сценарио је написао Војо Бабић.

## Улоге
| Глумац           | Улога      |
| ---------------- | ---------- |
| Перо Квргић      | Скретничар |
| Заим Музаферија  |            |
| Антун Кујавец    |            |
| Анте Вицан       |            |
| Саша Селенић     |            |
| Вилма Михаљевић  |            |
| Влајко Шпаравало |            |

Остале улоге  ▼
| Глумац                  | Улога |
| ----------------------- | ----- |
| Јеврем Урошевић         |       |
| Фарук Соколовић         |       |
| Велимир Пшеничник Њирић |       |
| Аднан Палангић          |       |